# Hej Hörrudu
Hej Hörrudu är Jan Erik Svenssons första studioalbum från 1971.
Arrangerad av Bengt von Andreae och producerad av Stig Wiklund.
Inspelad i G-Produktion studio, Rågsved, Stockholm 1971.
Tekniker: Stig Wiklund.
Mixad i G-Produktion studio av Stig Wiklund.

## Musiker
- Jan Erik Svensson - Text & musik, sång, gitarr
- Bengt von Andreae - Gitarr, piano, cembalo, dobro, elbas, fiol, metallophon, kazoo, bakgr.sång
- Bengt Fröderberg – Elgitarr, gitarr, tamburin, elbas, bakgr.sång
- Eje Bugge – Elbas, bakgr.sång
- Janne Zetterqvist – Trummor, tamburin, bakgr.sång
- Max Lennesiö – Piano

## Låtlista
1. "Dracula" - (2:58)
2. "Hej Hörrudu" - (4:18)
3. "Utanför Mitt Fönster" (Jan Erik Svensson-Bo Bredenberg)- (3:30)
4. "Sockerdricksvisa" - (1:56)
5. "Inget Speciellt" - (3:04)
6. "Förkylningsvisa" - (3:21)
7. "Oscar" - (2:45)
8. "När Solen Går Upp" - (5:28)
9. "Klia Mig På Ryggen" - (5:13)
10. "Nubben Går" - (1:36)
11. "Humlan Kjell" - (2:39)
12. " SJ Special" (trad.) - (1:49)